# Bergman (släkter)
För alfabetisk lista över personer med namnet, se Bergman
Bergman är namnet på ett stort antal svenska släkter med olika mer eller mindre etablerade särskiljande beteckningar (släkterna Bergman från Höja och Vimmerby har dock inga uppföringar i svenska Wikipedia):

## Bergman från Dalsland
- Johan Bergman (professor) (1864–1951), arkeolog och politiker
  - Gösta Bergman (1894–1984), språkforskare
  - Sten Bergman (1895–1975), upptäcktsresande
    - Astrid Bergman Sucksdorff (1927–2015), fotograf, barnboksförfattare
    - Åke Bergman (1932–1987), svensk silversmed och konstnär

## Bergman från Järvsö (Ingmar Bergmans släkt)
- Erik Bergman (1886–1970), kyrkoherde, hovpredikant
- + Karin Bergman (1889–1966), sjuksköterska, gift med Erik Bergman
  - Dag Bergman (1914–1984), diplomat
  - Ingmar Bergman (1918–2007), regissör
  - + Else Fisher (1918–2006), gift med Ingmar Bergman 1943–1946, koreograf m.m.
    - Lena Bergman (född 1943), skådespelare

  - + Ellen Bergman (1919–2007), gift med Ingmar Bergman 1947–1952, regissör, koreograf, m.m.
    - Eva Bergman (född 1945), regissör
    - +Fabian Carlsson (född 1944), gift med Eva Bergman
    - +Henning Mankell (1948–2015), gift med Eva Bergman i hennes andra gifte
    - Jan Bergman (1946–2000), regissör
    - Anna Bergman (född 1948), skådespelare
    - Mats Bergman (född 1948), skådespelare

  - + Gun Bergman  (1916–1971), gift med Ingmar Bergman 1952–1959, senare översättare, fil.dr.
    - Ingmar Bergman jr. (född 1951), flygkapten

  - +Käbi Laretei (1922–2014), gift med Ingmar Bergman 1959–1969, pianist
    - Daniel Bergman (född 1962), regissör

  - + Liv Ullmann (född 1938), sambo med Ingmar Bergman 1965–1970, norsk skådespelare och filmregissör
    - Linn Ullmann (född 1966), norsk författare och kulturjournalist

  - +Ingrid Bergman, tidigare von Rosen (1930–1995), gift med Ingmar Bergman 1971–1995
    - Maria von Rosen (född 1959), författare, juridisk dotter till Jan-Carl von Rosen, men biologisk dotter till Ingmar Bergman

  - Margareta Bergman (författare) (1922–2006), författare och bibliotekarie
  - +Paul Britten Austin (1922–2005), gift med Margareta Bergman 1951

## Bergman från Nederkalix[1]
Grenar skriver sig Bergman Olson respektive  Bergman Paul 
- Carl Henrik Bergman (1828–1909), hovpredikant, ledare för Bergmankretsen
- Wilhelm Bergman (1836–1897), arkivarie
- Sune Bergman (1890–1976), konstnär
- Eva Bergman (1903–1984), konsthistoriker

## Bergman med Dan-Bergman från Norrköping
En släkt från Norrköping med en gren som skriver sig Dan-Bergman
- D. Bergman, fabrikör i Norrköping, gift med Christina Charlotta Rydberg
  - Daniel Fredrik Bergman (1824–1907), klädesfabrikör, Norrköping, gift med Margareta Wilhelmina Bergenström
    - Sven Dan Bergman (1868–1941), ingenjör
    - Erik Dan Bergman (1869–1932), journalist, kåsör, författare
    - Wilhelm Dan Bergman (1882–1966), lättmetallpionjär
      - Tom Dan-Bergman (1925–2009), skådespelare, regissör, teaterdirektör, gift med Brita Billsten, skådespelare
      - Mona Dan-Bergman (1927–1992), skådespelare, gift med Arne Isacsson, konstnär

## Bergman från Småland
- Johan Peter Bergman (född 1823), folkskollärare, organist i Slätthög
  - Justus Bergman (1871–1929), konstnär och fotograf, gift med Friedl Adler
    - Ingrid Bergman (1915–1982), skådespelare, gift med 1) A P Lindström, 2) Roberto Rossellini, 3) Lars Schmidt
      - Pia Lindström (född 1938), journalist, programledare och skådespelare.
      - Isabella Rossellini (född 1952), skådespelare

## Bergman från Stockholm
- William Bergman (1860–1929), militär
  - Annie Bergman (1889–1987), konstnär och författare

## Bergman från Värnamo
- Gunnar Bergman (tandläkare) (1920–1973), tandläkare
- Bo Bergman (psykiater) (född 1950), psykiater

## Bergman från Västergötland med Vinslövs-grenen
- Carl Abraham Bergman (1800–1889), skolman och präst
  - Gustaf Bergman (militär) (1844–1926), militär

## Bergman, Värmlandssläkten[2]
- Johan Magnus Bergman (1792–1867), topografisk författare
- Berndt Bergman (1794–1882), överste, adlad von Schinkel
- Carl Wilhelm Bergman (1820–1857), författare, brorson till de föregående

## Bergman från Örebro
- Hjalmar Bergman (1883–1931), författare
- Stina Bergman (1888–1976), författare, dennes hustru